# Martín Dihigo
Martín Dihigo Llanos (25 de mayo de 1906 - 20 de mayo de 1971) fue un jugador de béisbol cubano-mexicano, el cual participó en las Ligas Negras y en varias ligas de América Latina. Fue famoso como lanzador, pero como pocos jugó las 9 posiciones, y bateaba con la izquierda y con la derecha y dirigió equipos. Fue apodado como  "El Maestro" o "El Inmortal". Está incluido en 5 salones de la fama de 5 países. Jugó de 1923 a 1958.

## Primeros años
Hijo de Benito Magdaleno Dihigo Llanos, el cual sirvió en el ejército cubano. Sufrió discriminación y violencia al ser afrocubano, igual que los jugadores de la Liga Negra de Estados Unidos que también eran motivo de represión. Cursó hasta la escuela primaria. Inició a jugar béisbol organizado a los 13 años en la Liga Juvenil de oriente y con los Piratas.

## Beisbol Profesional

### En Cuba y el Caribe
Dihigo comenzó su carrera profesional a los 16 años el 16 de octubre de 1922 con los Piratas como lanzador derecho, habiendo ganado 20 juegos y perdido 11 para .550 de porcentaje, durante el invierno de 1922-23 como infielder con El Habana en la Liga Cubana.  
Durante los inviernos, Dihigo jugó en las ligas profesionales de Cuba, la República Dominicana, Venezuela, y México. En 1953 dirigió a los Leones de Caracas y los hizo campeones.

### En Estados Unidos
Ingresó en las Ligas Negras de 1923 a 1936 (Eastern Colored League) con los Cuban Stars (East), jugando a primera base hasta 1945. 
Jugó para los Cubans Stars entre 1923 y 1927 y también en 1930. En 1926 bateó .421 y lideró la liga con cuadrangulares. En 1927 bateó .370 y empató como líder jonronero. Con los Homestead Greys (Negro National League) en 1928, donde conectó 18 cuadrangulares y fue segundo lugar. Con Philadelphia Hilldale Giants (también conocido como Darby Daisies) de 1929 y 1931 con quien tuvo un récord de 6 ganados y 1 perdido; y con los New York Cubans, a quienes dirigió, en 1935 y 1936 para un récord de 33-7 y 28-26. Dos años consecutivos fue campeón de cuadrangulares en las ligas negras. 
Dihigo bateó .311 en 12 temporadas o parciales de Ligas Negras, en 492 juegos (equivalente a tres temporadas de MLB) con 385 carreras impulsadas y 361 anotadas. Su última temporada en el béisbol negro la pasó con los New York Cubans en 1945, cuando bateó .330 a sus 39 años.

### En la Liga Mexicana
En 1937, lanzando para Veracruz, tiró el primer juego perfecto en la historia de la Liga Mexicana. Bateó .351 esa temporada. En 1938, bateó .387 para ganar un título de bateo de la Liga Mexicana y tuvo balance de 18-2 con una efectividad de 0.90 como lanzador.
De 1937 a 1944, y en 1946, 1947 y 1950, Dihigo jugó en la Liga Mexicana, donde realizó la mejor temporada de su carrera en 1938,
Como lanzador estelar de las Rojos del Águila de Veracruz estableció en 1938 el récord del mayor número de bateadores ponchados para un juego de 9 entradas de la Liga Mexicana de Béisbol en el parque Alijadores al lograr 18 de los 27 outs de aquel memorable juego por la vía del ponche. Ese año 1938, el también llamado maestro por sus compañeros de equipo y rivales logró obtener la Triple Corona de pitcheo, mientras su equipo, obtuvo el campeonato de la liga. Sus estadísticas fueron sobresalientes, tanto en el pitcheo como en el bateo.
En el departamento de bateo Dihigo tuvo el mejor porcentaje en la liga .387, y en el departamento de pitcheo anotó 18 ganados y 2 perdidos y un porcentaje de carreras limpias admitidas de 0.90 y con 184 ponches.
Después dirigió al Veracruz en 1956 y 1957, cuando tenía 51 años. En 1958 jugó su último partico y fue de exhibición en Torreón Coahuila.

### Satchel Paige vs Martín Dihigo
Después que el Águila de Veracruz ganó el campeonato de 1937 al Agrario del D.F., con la increíble actuación del formidable Martín Dihigo, que ganó cada uno de los tres juegos de la eliminatoria en una serie de cinco y completó cada uno de los partidos, el equipo capitalino buscó para 1938 un pitcher de la gran calidad del pelotero cubano. 
En ese tiempo solo había uno que se le podía comparar que no fuera de Ligas Mayores, el formidable Satchel Paige, que es considerado el mejor lanzador que hubo en las Ligas Negras, siendo parte de los Monarcas de Kansas City.
Salvador Teuffer, el gran jefe del Agrario, logró convencer a Paige para que viniera a lanzar a México por unas semanas y de esa manera llegó uno de los días más espectaculares en los 90 años de la Liga Mexicana de Béisbol, el duelo entre dos monstruos del pitcheo: Satchel Paige, por el Agrario y Martín Dihigo, por el Águila. El partido se celebró en Veracruz ante el entusiasmo total de la fanaticada que llenó el parque de beisbol de bote en bote. Además fue considerado ese juego como clave ya que la temporada estaba llegando al final y el Águila tenía dos juegos de ventaja sobre Agrario, por lo que Satchel Paige estaba obligado a ganar. Fue el 5 de septiembre de 1938 cuando se anunció en el parque veracruzano el gran duelo, el duelo de titanes. El señor Teuffer pensó que si Satchel Paige con su grandeza no le podía ganar a Dihigo, entonces nadie lo iba a vencer. Por espacio de seis entradas los dos pitchers pusieron ceros, aunque estaba más dominante Dihigo en cuestión de ponches ya que terminaría con un total de 12 por tres solamente de Paige. Obviamente, Dihigo estaba tirando con más velocidad, mientras Paige utilizó en ese juego muchos pitcheos submarinos. Finalmente, en el cierre de la séptima entrada, por algo le dicen el inning de la suerte o de la desgracia, el Águila se fue adelante 1-0 cuando ya con un out, hubo hit de Nerón Arjona y pasaporte a Alberto Cornejo. El "Chile" Gómez fue el segundo out en una velita, pero "Chicalón" Méndez, llamado "El hombre de goma" por sus increíbles estiradas en la primera base, recibió pasaporte y la casa se llenó. Vino Silvio García a batear y Paige tiró un wild pitch para que de esa manera entrara la primera anotación. Paige terminó ponchando a Silvio. Abriendo la octava el Agrario logró anotar una para empatar el gran partido. Con un out el pequeño torpedero "Polín" dio hit y una rola fuerte de Chucho Torrijos le pegó en el guante a Dihigo para que quedaran corredores en segunda y primera. Dihigo pareció salir del problema cuando el estadounidesne George Sampson dio rola por tercera, ideal para una doble matanza que sacara la entrada, pero el segunda base "Chile" Gómez, un mago del fildeo, estuvo en una mala tarde ese día y se le cayó la pelota del guante para que la casa se llenara. Dihigo se molestó mucho con ese error y Tacho Santaella siguió con hit que produjo la carrera del empate a una. Chucho Torrijos también quiso anotar en ese imparable al arrancar de la segunda base pero fue puesto out en un gran tiro del jardinero central cubano "Battling Siqui" Roque al plato. Como en ese inning habían mandado bateador emergente por Satchel Paige, vino a relevarlo en el cierre del octavo el cubano apodado el Profesor Ramón Bragaña, el también estrella del pitcheo. Pero generalmente los pitchers estelares como Bragaña son mucho mejores abriendo que relevando y en el cierre del octavo fue atacado por el Águila. "Popeye" Salvatierra, jonronero nativo de Veracruz, abrió con sencillo y le tocó batear a Martín Dihigo, quien volvió a enseñar su grandeza como pelotero completo al conectar un largo batazo que se fue sobre la barda del jardín central para dos carreras de ventaja. La locura en el parque veracruzano entre la fanaticada jarocha. El calor podría ser infernal en el puerto pero ese cuadrangular cayó como un duchazo de agua fría en todo el equipo del Agrario que nuevamente iba a ser vencido por el fantástico Martín Dihigo. En la novena entrada, Dihigo ponchó a Bragaña, quien ese año llevaba ya siete jonrones, dominando a Natos en rola a tercera y Tomás Hernández abanicó para el out 27, el ponche 12 de Dihigo en el memorable encuentro. Por 3-1 ganaba el Águila el gran duelo entre los dos inmortales, Dihigo y Paige. 
El Águila se coronó tres días después y fue su segundo campeonato ganado en forma consecutiva con el cubano Agustín Verde de manejador y con Dihigo siendo el hombre orquesta, el que era estrella en todas las facetas que tiene el Beisbol. Un super dotado del Beisbol, el rey del deporte rey.

### Respeto y admiración
Fue elegido al salón de la fama del béisbol de 5 países, México, Estados Unidos Cuba, la República Dominicana y Venezuela. 
En dos juegos consecutivos jugó 8 posiciones excepto receptor. Un ejemplo del respeto que existe para Dihigo como jugador es esta conversación entre el entonces gerente general de los Dodgers Al Campanis y el narrador Jaime Jarrin:
Al dijo, "Jaime, el mejor pelotero que he visto en mi vida es Martín Dihigo, pero nunca llegó a las Grandes Ligas", rememoró Jarrín. "Después de Dihigo, colocaría a Roberto Clemente por encima de Willie Mays. Esos son los dos mejores jugadores que he visto toda mi vida".
Dijo Ryan Whirty:
"Solo un puñado muy pequeño de jugadores está en la conversación sobre el pelotero más completo de todos los tiempos: Oscar Charleston, Willie Mays, Honus Wagner y Martín Dihigo"
Cumberland Posey propietario de los Grays en 1931 dijo: 
Los talentos de Dihigo, no se comparan con los de ningún hombre, ya sea blanco o negro.
El miembro del Salón de la Fama Oscar Charleston nombró a Dihigo como el jardinero derecho de su equipo de todos los tiempos.

### Altruismo
En 1935  encontró a Cristóbal Torriente ex-beisbolista luchando contra el alcoholismo y la pobreza. Dihigo lo contrató como entrenador de los Cubans. Gracias a una colecta popular encabezada por Martín Dihigo en Estados Unidos, Torriente, fue trasladado a Cuba en la década del 50.

### Sepulcro
Vivió sus últimos años de vida en su Cuba natal, donde apoyó a Fidel Castro y el béisbol organizado en la isla. Escribió para revistas y fue locutor de radio para narrar juegos de béisbol. Martín Dihigo está enterrado en un mausoleo en el cementerio municipal de Cruces en Cienfuegos (Cuba).